# 힐 & 레인지
힐 & 레인지(Hill & Range)는 음악출판사다. 1950년대에서 1960년대까지 제작된 컨트리 음악에는 거개 관여했다고 보며, 그 시대 엘비스 프레슬리의 취입곡의 선정권을 전행했다. 오늘날에는 컬린 아메리카의 산하에 있다.

## 배경
1945년 로스앤젤레스에서 호주 태생의 줄리언 애버백과 그 사업 동업자 밀튼 블링크, 빌트모어 뮤직의 소유인 제럴드 킹이 발족했다. 전에 채플 뮤직에 종사하던 애버백의 형제 진이 1950년대 초 합류, 그리하여 두 명이 회사의 통제권을 공유했다. 진 애버백은 뉴욕 시 브릴 빌딩을 근거로 활동했다. 스페이드 쿨리, 밥 윌스를 위시로 성공을 거둔 뒤로 컨트리 음악 산업, 그 중에서도 내슈빌을 겨냥해 운영되었다. 즈음 내슈빌에서 제작되는 음악의 3할을 통제 하에 두었다고 한다. 1955년 애버백은 발흥하는 인기 연예인 엘비스 프레슬리가 취입하는 일체의 곡에 대한 출판권을 두고 파천황의 계약을 성립한다. 힐 & 레인지와 프레슬리 및 그 감리자가 이익을 반씩 나눠가지는 형태였다. 애버백 형제는 자기네들 사촌 프레디 비언스톡을 기실 힐 & 랜지의 자회사 엘비스 프레슬리 뮤직의 사장으로 추대했다. 본 회사는 리버와 마이크 따위의 작곡가를 고용해 프레슬리의 영화 및 음반에 사용되는 곡을 제공받았다. 프레슬리는 협약 때문에 힐 & 레인지가 재가하지 않은 곡은 녹음이 불가능하게 되었다.
힐 & 레인지는 전 세계적 사업에도 손을 대는, 가장 거대한 독립 음악출판사로 변모되었다. 동 회사는 독 포머스, 모트 슈먼, 필 스펙터, 두말할 것 없는 리버와 스톨러 등 당대 최고의 팝 작곡가를 기용했다. 1964년 애틀랜틱 레코드가 경영한 출판사 프로그레시브 뮤직을 매입했다. 1973년 줄리언 애버백이 심장마비를 앓아 일상생활이 불가능해졌고, 1975년 형제 진은 기업 폴리그램의 자회사 채플 뮤직에 해오던 사업을 거개 매각했다. 하지만 당분간 프레슬리와의 사업 연결은 끊어지지 않았다. 1984년 채플 뮤직의 경영권이 비언스톡 손에 넘겨졌다. 비언스톡은 그때 기왕에 영국 지사를 매입해 컬린 뮤직으로 개명했었다.

## 참고 문헌
- Bar Biszick-Lockwood, Restless Giant: The Life and Times of Jean Aberbach and Hill and Range Songs, University of Illinois Press, 2010
- Joyce Short, Carnal Abuse By Deceit: How a Predator's Lies Became Rape, Chapter 12, Living Off Elvis, Pandargos Press. 2013